# Vilhelm la Cour
Vilhelm la Cour (* 23. Dezember 1883 in Kongens Lyngby; † 22. Juni 1974 in Birkerød) war ein dänischer Historiker.

## Leben
1902 war er Schüler der staatlichen Schule von Birkerød. Mit seinem erworbenen Magister wurde er Lehrer. Seit 1909 lehrte er an Schulen in Lyngby. In dieser Zeit engagierte sich der nationalkonservative la Cour sehr für die südjütische Sache. Zu Zeiten der Abstimmung über den Grenzverlauf 1920 forderte er, dass die Grenze südlich von Flensburg bis zur Eider verlaufen sollte; Vgl. Eiderdänen. Er galt als treibende Kraft hinter der sogenannten Flensburg-Bewegung. Diese wollte aus taktischen Gründen, dass Flensburg zusammen mit der Nordschleswigschen Zone abstimmen solle, damit es zu einer dänischen Mehrheit im Raum Flensburg käme. 1928 war er an der Universität von Kopenhagen. Seine Dissertation von 1927 beschäftigte sich mit den ältesten Gebäuden Seelands. Durch seine erfolgreiche Doktorarbeit erlangte er den akademischen Grad des Dr. phil. Ende der 1930er Jahre gab er den Doppelband „Dänemarks Geschichte 1-2“ (1937–1940) heraus, in dem er sich auch der neueren dänischen Geschichte widmete.
Bis 1940 war la Cour Mitglied der Konservativen Volkspartei. Da er dagegen war, dass sich seine Partei an der neuen Koalitionsregierung beteiligte, trat er aus. Danach sympathisierte er mit der nationalistischen Dansk Samling. Während des Zweiten Weltkrieges sprach sich la Cour als dänischnationaler Historiker gegen das nationalsozialistische Regime aus und ermunterte die Menschen Widerstand gegen die deutsche Besatzungsmacht zu leisten. Daher verlor er im Jahr 1942 seine Anstellung an der Staatsschule Birkerød. Zudem wurde er zu 80 Tagen Strafe verurteilt und anschließend inhaftiert. Im folgenden Jahr ging er in den Untergrund und flüchtete 1944 nach Schweden, wo er sich der dänischen Brigade anschloss. Nach dem Krieg erhielt er seinen Lehrauftrag in Birkerød zurück und behielt ihn bis 1949. Er veröffentlichte des Weiteren das dreibändige Werk „Dänemark während der Besatzung“.

## Verschiedenes
In Flensburgs Stadtteil Weiche benannte man den Vilhelm-la-Cour-Weg nach ihm.